# Prezydenci Mari El
Prezydent Mari El – jest głową autonomicznej republiki Mari El w ramach Federacji Rosyjskiej. Obecnym prezydentem od 2017 roku jest Aleksandr Jewstifiejew.

## Chronologiczna lista

### Prezydent (1991-)
| Osoba | Osoba   | Osoba                          | Kadencja         | Kadencja         | Partia polityczna                         |
| #     | Portret | Imię i nazwisko                | Od               | Do               | Partia polityczna                         |
| ----- | ------- | ------------------------------ | ---------------- | ---------------- | ----------------------------------------- |
| 1     |         | Władisław Zotin (1942–)        | 24 grudnia 1991  | 5 stycznia 1997  | Komunistyczna Partia Federacji Rosyjskiej |
| 2     |         | Wiaczesław Kislicyn (1948–)    | 5 stycznia 1997  | 14 stycznia 2001 | Komunistyczna Partia Federacji Rosyjskiej |
| 3     |         | Leonid Markiełow (1963–)       | 14 stycznia 2001 | 6 kwietnia 2017  | LDPR/Jedna Rosja                          |
| –     |         | Aleksandr Jewstifiejew (1958–) | 6 kwietnia 2017  | 21 września 2017 | Jedna Rosja                               |
| 4     |         | Aleksandr Jewstifiejew (1958–) | 21 września 2017 |                  | Jedna Rosja                               |